# Чуфаров Данило Володимирович
Чуфаров Данило Володимирович (нар. 15 липня 1989) — український плавець, Заслужений майстер спорту п'ятиразовий призер Літніх Паралімпійських ігор (по дві медалі у 2008 та 2012 роках, одна медаль у 2016), багаторазовий чемпіон і рекордсмен Європи та Світу. Громадський діяч та активіст.
Займається у секції плавання Донецького обласного центру «Інваспорт».

## Освіта
1996—2006 проходив навчання у загальноосвітній школі № 7 міста Маріуполь. Закінчив із золотою медаллю.
Вища освіта:
- У 2011 році закінчив Економіко-правовий факультет Маріупольського державного університету за спеціальністю «Менеджмент організацій»;

- У 2013 році закінчив факультет «Фізичне виховання» Донбаського державного педагогічного університету. Спеціальність «теорія і методика фізичного виховання».

## Трудова діяльність
- З липня 2004 року по теперішній час — спортсмен-інструктор штатної збірної команди України з плавання Укрцентру «Інваспорт».

- З жовтня 2013 року по теперішній час займає посаду Доцента кафедри «Фізичне виховання, спорт та здоров'я людини» Маріупольського державного університету.

## Державні нагороди
- Орден «За заслуги» III ст. (18 вересня 2024) — за досягнення високих спортивних результатів на ХVІІ літніх Паралімпійських іграх у місті Парижі (Французька Республіка), виявлені самовідданість та волю до перемоги, утвердження міжнародного авторитету України[2]
- Орден «За мужність» I ст. (4 жовтня 2016) — за досягнення високих спортивних результатів на XV літніх Паралімпійських іграх 2016 року в місті Ріо-де-Жанейро (Федеративна Республіка Бразилія), виявлені мужність, самовідданість та волю до перемоги, утвердження міжнародного авторитету України[3]
- Орден «За мужність» II ст. (17 вересня 2012) — за досягнення високих спортивних результатів на XIV літніх Паралімпійських іграх у Лондоні, виявлені мужність, самовідданість та волю до перемоги, піднесення міжнародного авторитету України[4]
- Орден «За мужність» III ст. (7 жовтня 2008) — за досягнення високих спортивних результатів на XIII літніх Паралімпійських іграх в Пекіні (Китайська Народна Республіка), виявлені мужність, самовідданість та волю до перемоги, піднесення міжнародного авторитету України[5]
- Почесні грамоти Кабінету Міністрів України (2008 та 2012 роки),
- Грамота Верховної Ради України (2008 рік),
- Почесні грамоти Донецької обласної державної адміністрації, Донецької обласної Ради, міського Голови м. Маріуполя тощо.

## Участь у обласних та міських конкурсах
Став переможцем конкурсів:
- «Майбутнє Маріуполя 2008»,
- «Маріуполець року 2012»;

Лауреат обласного конкурсу «Хрустальное сердце» у номінації «Жизнь, как подвиг».

## Громадська діяльність
У 2013 році став співзасновником Благодійного Фонду розвитку громади «Наш дім — Маріуполь»
Автор ідеї та головний організатор дитячо-юнацького турніру з плавання «на кубок Заслуженого майстра спорту Данила Чуфарова» у місті Маріуполь.
У лютому 2016 року разом з активістами Маріуполя організував на площі Свободи вечір пам'яті Андрія Кузьменка (Кузьми «Скрябіна»).

## Політика
1. 2014р. - Кандидат у народні депутати в одномандатному виборчому окрузі № 58 (Жовтневий та Приморський райони міста Маріуполя) на Позачергових виборах до Верховної Ради України.[6]
2. 2015р. - Кандидат у депутати міської ради м. Маріуполя.